# Dopravní podnik hl. m. Prahy

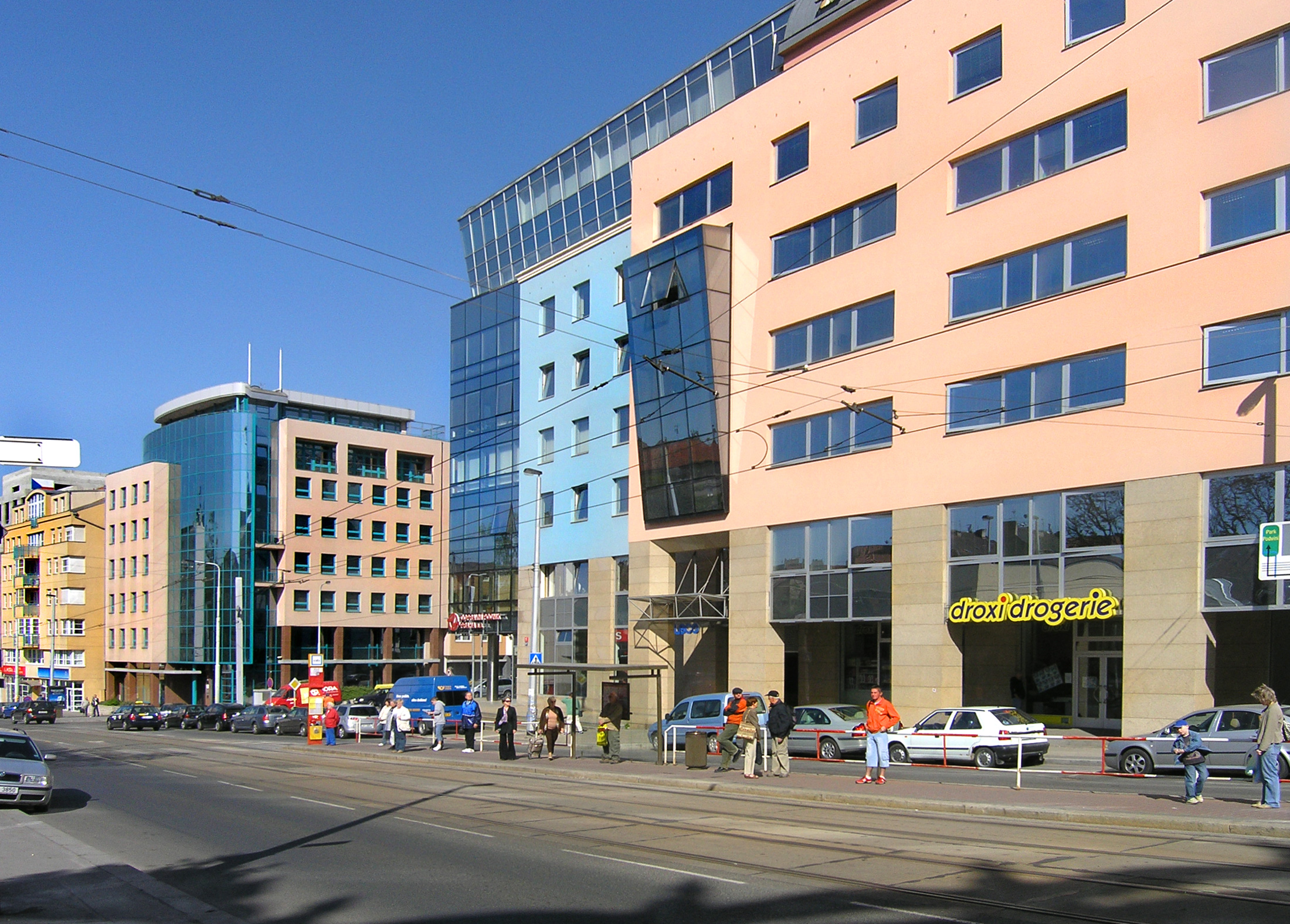
Sídlo Dopravního podniku v Sokolovské ulici ve Vysočanech

Dopravní podnik hl. m. Prahy, akciová společnost (DPP) je hlavní provozovatel veřejné dopravy – metra, tramvají, autobusů a trolejbusů v hlavním městě České republiky Praze a zároveň provozovatel městských drah (speciální a tramvajové), na nichž tuto dopravu provozuje. Je také provozovatelem několika příměstských autobusových linek Pražské integrované dopravy a dvou lanových drah v Praze. Podle výroční zprávy organizace ROPID za rok 2011 se podílel 67,62 % na výkonech autobusové dopravy v systému PID. Má vlastní střední odbornou dopravní školu. Podnik vydává pro zaměstnance časopis s dopravní tematikou DP KONTAKT, zveřejňovaný i na webu podniku.
V roce 2024 přepravil 975 mil. cestujících, z toho 379 mil. v metru, 345 mil. v tramvajích a 243 mil. v autobusech. Koncem roku 2024 čítal vozový park DPP 1 277 autobusů, 784 vozů tramvají, 730 vozů metra a 37 trolejbusů. V roce 2024 měl 11 362 zaměstnanců.

## Historie

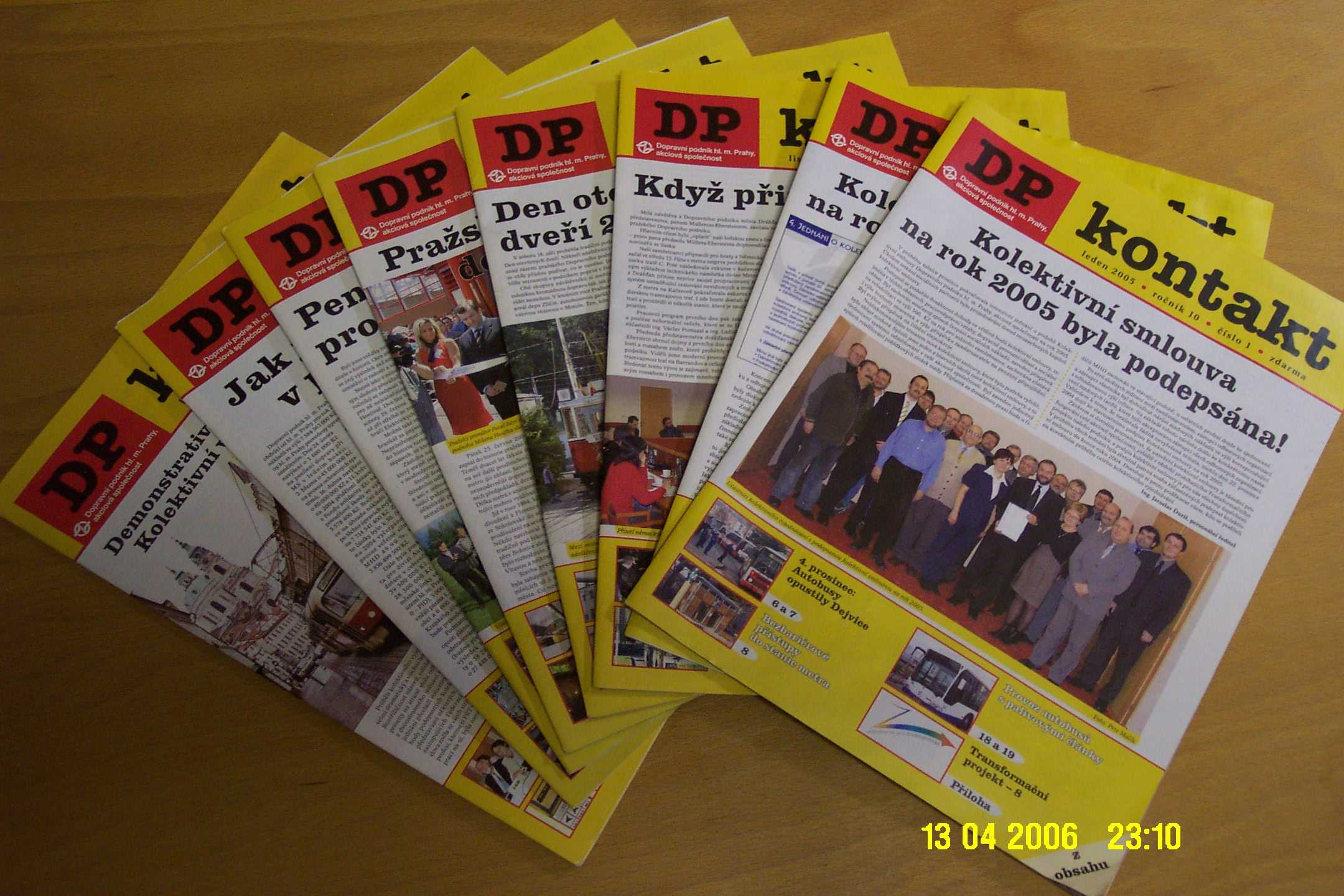
Podnikový časopis

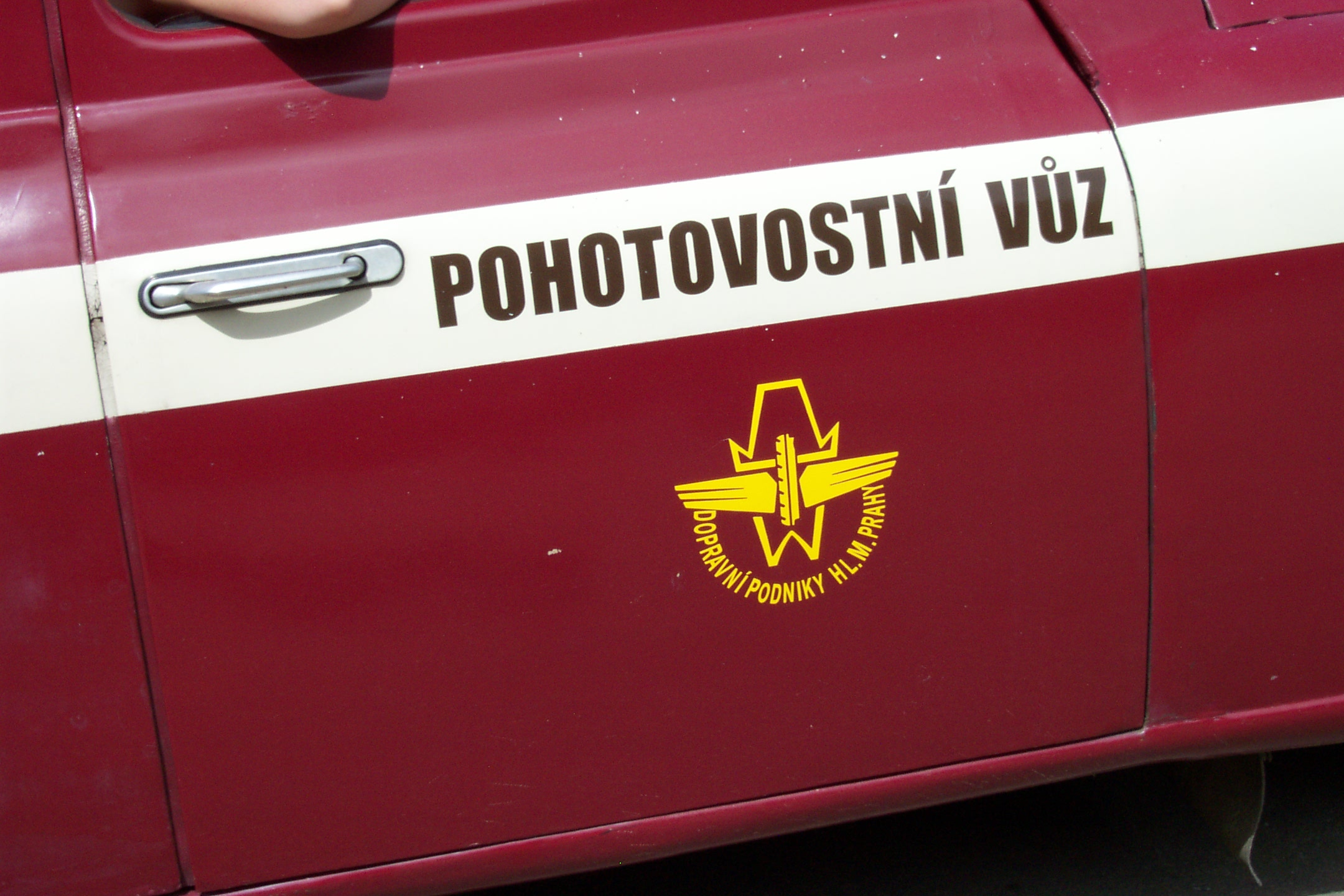
Staré logo Dopravního podniku na historickém automobilu DP v Lešanském muzeu

Do roku 1897 provozovaly veřejnou hromadnou dopravu v Praze výhradně soukromé podniky. Historie Dopravního podniku hlavního města Prahy je odvozována od pražské radniční komise, která vznikla v roce 1890 k posouzení návrhu starosty města Královské Vinohrady na zřízení parní tramvaje propojující obě města. K dohodě sice tehdy nedošlo, avšak komise nadále fungovala pod názvem Komise pro elektrické dráhy. Městská elektrická dráha Královských Vinohrad byla kvůli nedohodě mezi městy zpočátku budována bez účasti Prahy, ale pak se Praha prostřednictvím svého podniku Pražské obecní plynárny do projektu zapojila.
Od počátku roku 1897 začala být radniční komise označována jako Správní rada elektrických drah, od 1. září 1897 byla usnesením městské rady zřízena jako nový subjekt Kancelář městských elektrických podniků, do obchodního rejstříku pak byl o dva roky později tento subjekt se zpětnou platností zapsán jako Elektrické podniky král. hlavního města Prahy.
27. června 1897 odkoupila Praha dosud soukromou síť pražské koňky, 15. prosince 1897 byl do pražského podniku sloučen vinohradský podnik Městská elektrická dráha Královských Vinohrad. V roce 1900 pak podnik odkoupil Hlaváčkovu dráhu do Košíř a v roce 1907 Křižíkovu dráhu do Vysočan, čímž byl proces komunalizace a monopolizace pražské veřejné hromadné dopravy završen.
V nynější právní formě akciové společnosti existuje podnik od roku 1991. V minulosti podnik vystřídal mnoho názvů a forem:
- 1890 – komise pro posouzení návrhu na zřízení parní tramvaje (název neznámý)
- 90. léta – Komise pro elektrické dráhy
- leden 1897 – Správní rada elektrických drah (podnikání mezitím probíhalo pod hlavičkou Pražských obecních plynáren)
- 1. září 1897 – Kancelář městských elektrických podniků (vznik právní subjektivity)
- 1897 – Elektrické podniky král. hlavního města Prahy (zapsáno se zpětnou platností v roce 1899)
- 1918 – Elektrické podniky hlavního města Prahy
- 1940 – Elektrizitätsunternehmungen der Hauptstadt Prag – Elektrické podniky hlavního města Prahy
- 15. července 1942 – Stadtwerke Prag – Městské podniky pražské
- květen 1945 – Městské podniky pražské
- 6. září 1946 – Dopravní podniky hlavního města Prahy
- 1. ledna 1949 – Dopravní podnik hlav. města Prahy, komunální podnik
- 1. července 1953 – Dopravní podnik hlavního města Prahy (podnik komunálního hospodářství)
- 1. ledna 1971 – Dopravní podniky hlavního města Prahy (VHJ)
- 1. ledna 1977 – Dopravní podniky hlavního města Prahy, koncern
- 1. července 1989 – Dopravní podniky hl. m. Prahy – kombinát, státní podnik
- 1. dubna 1991 – Dopravní podnik hl. m. Prahy, akciová společnost

Od konce 19. století do roku 1946 předchůdci DP provozovali i elektrárnu a rozvodnou elektrickou síť v Praze. Od 15. července 1942 městská doprava společně s elektrárnami, plynárnami a vodárnami tvořila Městské podniky pražské. Od 7. března 1946 byly elektrárny, plynárny a vodárny znárodněny a Městským podnikům pražským zůstala pouze složka Veřejná doprava, 6. září 1946 pak byly přejmenovány na Dopravní podniky hlavního města Prahy.
1. ledna 1961 byla do podniku začleněna osobní lodní doprava, od 1. ledna 1962 i taxislužba a půjčovna osobních automobilů. Pražská taxislužba a osobní lodní doprava na Vltavě spadaly pod podnik Dopravní služby, zaměstnanci Dopravních podniků měli později 50% slevu na jízdním v lodní dopravě, půjčovna automobilů působila pod názvem Pragocar. V lednu 1971 získaly jednotlivé podniky vlastní právní subjektivitu, v lednu 1977 byla opět posíleno postavení podniku jako celku. 1. července 1977 přešla pod Dopravní podniky i správa a údržba komunikací a svoz odpadků (podniky Technická správa komunikací a Pražské komunikace).
V letech 1989–1990 se některé činnosti opět oddělily. Ke dni 1. ledna 1989 byl zakládací listinou Národního výboru hlavního města Prahy založen státní podnik Taxi Praha (IČ 000 64 017) se sídlem v Trojické ulici, do nějž byla vyčleněna taxislužba, avšak po změně poměrů byl tento podnik nedlouho poté zrušen likvidací na základě rozhodnutí Rady hl. m. Prahy č. 6/11 ze dne 30. 5. 1991 ke dni 1. června 1991. 1. července 1989 byly Dopravní podniky přetransformovány v kombinát a státní podnik, od 1. dubna 1991 pak v akciovou společnost (a název se změnil opět do jednotného čísla). V těchto letech byla z podniku vyčleněna také půjčovna automobilů, osobní lodní doprava (privatizována jako Pražská paroplavební společnost), Technická správa komunikací hlavního města Prahy (vyčleněna jako samostatný městský podnik), Pražské komunikace (vyčleněny jako samostatná akciová společnost), projektování metra (vyčleněna jako Metroprojekt Praha a. s.) atd.
V letech 2003 až 2006 prošel DP transformací, při níž byly přeorganizovány vnitřní jednotky v podniku, dosavadní odštěpné závody, vzniklé roku 1992, byly nahrazeny „jednotkami“, provoz byl organizačně a ekonomicky oddělen od správy vozidel, některé servisní činnosti (správa budov, počítačových sítí, projektování dopravy a jízdních řádů, vnitropodniková doprava, zásobování, účetnictví, právní činnosti atd.), které dosud byly vykonávány pro každý odštěpný závod zvlášť, byly integrovány, změnil se systém řízení na takzvané procesní. Účelem změn mělo být mimo jiné zpřehlednění struktury a obnovení ekonomických mechanismů, které by měly vést ke snížení a efektivizaci nákladů podniku. V těchto a následujících letech byly také některé servisní činnosti (čištění a údržba vozidel, provoz měníren atd.) na doporučení poradenské firmy BNV consulting outsourcovány.
Koncem roku 2009 se vyhrotil spor o financování podniku, když si město prostřednictvím organizace ROPID objednalo výkony za cenu (odhadnutou prokazatelnou ztrátu) o cca 2 miliardy vyšší, než kolik město pro Dopravní podnik vyhradilo v rozpočtu na rok 2010. Za Dopravní podnik hl. m. Prahy tuto smlouvu podepsal předseda představenstva Radovan Šteiner, jinak též člen rady města a náměstek primátora. Začátkem listopadu tak hrozila celopodniková stávka poté, co podnik téměř vyčerpal své kontokorenty a musel pozastavit výdej zvýhodněných předplatních kupónů pro rodinné příslušníky zaměstnanců a bývalé zaměstnance-důchodce. Sociální napětí vzrostlo také v souvislosti s pozvánkou firmy BNV consulting na firemní vánoční večírek (na pozvánce zaměstnanec propuštěný na doporučení BNV děkuje manažerům firmy za pozvání).
V březnu 2010 oznámil generální ředitel Martin Dvořák, že podnik připravuje strategii expanze na příměstské a regionální linky PID ve Středočeském kraji (dosud z asi 150 příměstských linek PID provozuje 16, do SID zapojen není), případně i do městské dopravy v okresních městech ve Středočeském kraji. Snížil by tak svou závislost na dotacích od hlavního města Prahy.
26. dubna 2011 valná hromada, kterou tvoří Rada hl. m. Prahy, schválila změnu stanov, která zavedla tzv. německý model akciové společnosti. V něm dozorčí rada zastupuje zájmy vlastníka a podnik je obchodně řízen představenstvem, které je voleno dozorčí radou. Menší část dozorčí rady volí zaměstnanci. Počet členů představenstva byl snížen z 9 na 5, dozorčí rada byla rozšířena z 9 na 15 členů, z toho 5 volených zaměstnanci. Téhož dne valná hromada zvolila novou dozorčí radu, ta má 27. dubna zvolit členy představenstva.
V létě 2012 byl z funkce generálního ředitele dozorčí radou odvolán Vladimír Lich, a to několik dní poté, co podal na 8 bývalých členů vedení podniku (například bývalého generálního ředitele Martina Dvořáka) trestní oznámení kvůli nevýhodným smlouvám. Lich uvedl, že „během svého působení v čele DPP nenašel smlouvu, která by byla výhodná;“ Lich si též stěžoval na zásahy politiků, například radního pro dopravu Josefa Noska, do řízení podniku, a po svém odvolání kritizoval vysokou politizaci dozorčí rady dopravního podniku. Lichovo odvolání údajně navrhl předseda představenstva David Vodrážka. Sesazení souviselo s revoltou části zastupitelů za ODS proti primátorovi za ODS Bohuslavu Svobodovi, který Licha do funkce bez výběrového řízení prosadil, a to jako krizového manažera na přechodnou dobu.
Generální ředitel Milan Křístek na jednání dozorčí rady 24. září 2013 nabídl svoji rezignaci ke konci listopadu 2013, údajně z důvodu komplikovaných vztahů s radou města. Dozorčí rada jej z funkce 26. září 2013 odvolala s okamžitou platností z funkce člena představenstva a do funkce předsedy představenstva k 27. září 2013 zvolila Jaroslava Ďuriše, který se má stát i novým generálním ředitelem. Zároveň dozorčí rada doporučila představenstvu odvolat Milana Křístka z funkce generálního ředitele a pověřit řízením Jaroslava Ďuriše. Podle primátora Hudečka se nebude konat nové výběrové řízení, ale Ďuriš bude jmenován na základě předchozího výběrového řízení, v němž se Ďuriš umístil za Křístkem jako druhý.
Podle primátora Tomáše Hudečka je primárním úkolem vyřešit dlouhodobé problémy s extrémně nevýhodnou zakázkou na dodávku tramvají a následně řešit finanční situaci dopravního podniku tak, aby každým rokem nenarůstala jeho spotřeba. Křístek navrhoval situaci řešit meziročním navýšením rozpočtu o 600 milionů a zvýšením jízdného. Primátor Tomáš Hudeček 26. září 2013 v České televizi označil za hlavní prioritu „jednu příšernou smlouvu na dodávku tramvají“, podepsanou před 7 až 8 lety, která zadluží dopravní podnik o 20 miliard korun, a to o 2,3 miliardy Kč ročně. Pokud DP nebude schopen s touto smlouvou nic udělat, tak všechna další opatření jsou podle Hudečka hrozně zanedbatelná. Dosavadní jednání se Škodou Transportation probíhala podle Hudečka laxním způsobem a velmi zvláštně, navíc dozorčí rada věnuje třetinu svého času vadností a poruchovostí těchto tramvají. Zmíněná smlouva se Škodou Transportation podle Hudečka vysává podnik takovým způsobem, že je před finančním krachem, takže nestačí kosmetické změny, ale jsou třeba hluboké reformy. Jmenování následujícího generálního ředitele po Milanu Křístkovi je podle Hudečka poslední šancí při snaze zachovat DP vcelku, aby opravdu fungoval a neměl na sobě přisátou pijavici v podobě jedné významné firmy a jednoho kontraktu. Škoda Transportation si podle Hudečka musí uvědomit, že nebude-li chtít ustoupit, dovede jednoho svého významného zákazníka absolutně ke krachu, privatizaci a rozkladu. Pokud by se toto budoucímu řediteli nepodařilo, bylo by třeba sáhnout k opravdu hluboké restrukturalizaci, spočívající především v prodeji majetku, zhruba v horizontu nejbližšího půl roku. Plán takové restrukturalizace nedokázal primátor Hudeček blíže specifikovat, protože doufá, že taková situace nenastane: „U nás v hlavě není nic, co by se privatizovalo jako první. To je věcí Dopravního podniku.“
Podle komentátora Petra Holuba Křístkovo odvolání souvisí s tím, že za jeho vedení vnitřní audit DP odhalil, že společnost Inženýring dopravních staveb porušovala zákon o veřejných zakázkách při zadávání víceprací na stavbě prodloužení trasy metra A, například vyhlašovala výběrové řízení na práce, které již byly téměř dokončeny. Věrohodnost Křístkova auditu potvrdil i audit ministerstva dopravy, které doporučilo Evropské komisi, aby pokutovala Dopravní podnik za zmanipulované soutěže částkou tři a půl miliardy. Ve společnosti Inženýring dopravních staveb až donedávna po 6 let působil nynější předseda dozorčí rady Dopravního podniku Jiří Pařízek. Za skutečný důvod svého odvolání považuje kauzu IDS i sám Křístek; bývalý primátor Bohuslav Svoboda se navíc domnívá, že to byla jedna z věcí, kvůli kterým byl odvolán i dřívější ředitel Lich.

## Základní charakteristika
Podnik má od roku 1991 formu akciové společnosti, jehož původně jedinou akcii v hodnotě přibližně 32 miliard Kč vlastnilo hlavní město Praha. V roce 1995 byla tato akcie rozdělena na 3001 ks akcii, vlastník se nezměnil. Rozšířená rada městského zastupitelstva (dříve zastupitelstvo samo) vykonává funkci valné hromady, tj. provádí i volbu předsedy představenstva a dozorčí rady.
V databázi Obchodního rejstříku je název již od roku 1991 zapsán s chybami v umístění mezer u interpunkčních znamének jako Dopravní podnik hl.m. Prahy ,akciová společnost.
Firma má úplnou nebo částečnou kapitálovou účast v několika dceřiných společnostech:
- Pražská strojírna a. s., byla založena 1. dubna 1994, od roku 1912 byla součástí dopravního podniku. Předmětem činnosti je navrhování a výroba kolejových konstrukcí. 100% podíl.
- RENCAR Praha a. s., reklamní společnost, založena roku 1990. 28% podíl.
- SPŠD a. s. (střední průmyslová škola dopravní), samostatnou právní subjektivitu má od 1. ledna 1998. 100% podíl.

### Ředitelé
- František Harlass (ředitel dráhového odboru, 1945–1946)
- Vojtěch Thoř (ředitel dráhového odboru 1946, ústřední ředitel 1946–1948)
- Karel Lukavský (zodpovědný správce, 1949–1952)
- František Pommer (zodpovědný správce 1952–1953, ředitel 1953–1956)
- Josef Eliáš (ředitel, 1956–1964)
- Mikuláš Lacek (ředitel 1964–1970, generální ředitel 1971–1987, po část tohoto období byl zároveň vysokoškolským pedagogem na Vysoké škole ekonomické)
- Ladislav Slepička (1987 – 20. července 1990)
- Vavřinec Bodenlos (20. července 1990 – 1. května 1991), od 3. května 1990 pověřen řízením[18]
- Milan Hašek (1. května 1991 – 31. října 1993)[18]
- Rudolf Mládek (1. listopadu 1993 – 21. prosince 1994), do 17. ledna 1995 pověřen řízením Oldřich Hanuš[18]
- Milan Houfek (17. ledna 1995, zemřel ve funkci 23. února 2005)[18]
- Tomáš Jílek (10. října 2005 – 1. dubna 2007), od 23. února do 10. října 2005 pověřený řízením[18]
- Martin Dvořák (1. dubna 2007 – 5. prosince 2011[19]), rezignoval v listopadu 2011, po listopadové změně koalice na pražské radnici[18][20]
- Jaroslav Stůj, dosavadní vedoucí dispečinku byl pověřen řízením po dobu dvou měsíců. Své působení ve funkci zakončil kauzou rozdělování vysokých odměn odstupujícímu managementu,[20]
- Magdalena Češková, dosavadní ekonomická ředitelka, pověřena řízením od začátku února 2012,[20]
- Vladimír Lich, generální ředitel, má být dočasným krizovým manažerem na dobu zhruba dvou let. Byl vybrán s okamžitou účinností 24. února 2012, v týdnu následujícím po zrušení výběrového řízení, v kterém měla být vybrána personální agentura, která měla najít nového ředitele.[20] 16. srpna 2012 byl představenstvem z pozice ředitele nečekaně odvolán, údajně kvůli manažerským pochybením a nedostatečnému řešení situace s pojištěním vozidel od roku 2013[21]
- Magdalena Češková, pověřena 16. srpna 2012 řízením podniku po odvolání Vladimíra Liche.[20]
- Milan Křístek, od 1. 11. 2012, 26. září 2013 navrhla dozorčí rada představenstvu jeho odvolání.[22]
- Jaroslav Ďuriš, dosavadní ředitel Dopravního podniku České Budějovice. 26. září 2013 navrhla dozorčí rada představenstvu jej pověřit řízením. Do funkce byl jmenován 7. října 2013[23] a odvolán byl 19. května 2016, vedením byl dočasně pověřen dopravní ředitel Ladislav Urbánek.[24]
- Martin Gillar, bývalý ředitel divize rozvoje a strategie České pošty. Představenstvo se rozhodlo, že generálního ředitele volit nebude, ale že „předsedovi představenstva Martinu Gillarovi náleží pozice generálního ředitele společnosti. V rámci této pozice je Martin Gillar oprávněn vykonávat činnosti, které vnitřní předpisy DPP svěřují do působnosti generálního ředitele a je oprávněn užívat označení generálního ředitele“. Ti z vrcholných manažerů, kteří jsou zároveň členy představenstva, budou mít pouze manažerskou smlouvu o výkonu funkce člena představenstva, nikoliv smlouvu zaměstnanců DPP, a budou se zodpovídat Gillarovi jako předsedovi v rámci jednání představenstva. Zbylí manažeři, v tuto chvíli například ekonomický či investiční ředitel, budou Gillarovi podléhat přímo.[25] Dle některých médií, opozičních politiků, úředníků, partnerských firem i podle Transparency International fakticky dopravní podnik řídil Květoslav Hlína, přerovský právník blízký hnutí ANO, který dříve pracoval pro Agrofert, u nějž Martin Gillar jako koncipient kdysi vykonával praxi. Dopravci nejen poskytoval právní služby jménem své advokátní kanceláře HSP & Partners, ale také pravidelně docházel na jednání dozorčí rady a představenstva společnosti a vedl za DPP místo předsedy představenstva obchodní jednání.[26]
- Petr Witowski, od 20. prosince 2018[27] do 21. října 2024
- Ladislav Urbánek od 21. října 2024

Mimoto jsou jako ředitelé označováni lidé v čele organizačních úseků:
- dopravní ředitel: od 1. 6. 2012 Ladislav Urbánek (od prosince 2011 pověřen řízením),[28] před ním od 3. 12. 2011 dopravním ředitelem Jaroslav Stůj, před ním Petr Blažek
- technický ředitel: od prosince 2018 znovu Jan Šurovský,[27] před ním Oldřich Vytiska či Tomáš Kaas, od 1. 11. 2011 Jan Šurovský, (před ním Radek Zamrazil, Jiří Bezdíček, do října 2005 Tomáš Jílek),
- ekonomický ředitel, dříve obchodně-ekonomický ředitel: v prosinci 2018 Peter Hlaváč, Michal Heřman od 1. 6. 2012,[28] před ním pověřena řízením Magdalena Češková, před ní ředitelem do 16. 12. 2011 Ivo Štika – podruhé ve funkci, Martin Horák, Ivo Štika, Václav Pomazal)
- bezpečnostní ředitel: v prosinci 2018 Daniel Barták, od 7. 5. 2013 Antonín Fedorko – podruhé ve funkci, od 2. 1. 2012 do 6.5.2013 Pavel Richter, dříve Antonín Fedorko
- personální ředitel (dříve ředitel sekce Lidské zdroje): v prosinci 2018 Jiří Špička, dříve Lumír Tesař. Dřívější funkci personálního ředitele několik let měl Jaroslav Ďuriš, po něm Tomáš Petana do 31. 10. 2010, poté několik měsíců byla neobsazena a od 1. dubna 2011 byly personální úsek a funkce jeho ředitele zrušeny.
- ředitel pro investice a strategický rozvoj: funkce zřízena od 1. května 2007 a zrušena k 30. listopadu 2007, Tomáš Jílek. V roce 2008 byl v iDnes.cz jako investiční ředitel označován David Dohnal, vedoucí odboru Strategický a investiční rozvoj.[29] Od prosince 2018 je investičním ředitelem Filip Tulák.[27]

Řediteli již zaniklých úseků byli:
- ředitel úseku služeb – postupně Tomáš Petana, Petr Smolka, Milan Tůma, od 1. 4. 2009 funkce zrušena
- ředitel Transformačního projektu: postupně Ladislav Špitzer, Radek Novotný

Své ředitele měly též odštěpné závody (Metro, Elektrické dráhy, Autobusy), ty však byly nahrazeny menšími tzv. „jednotkami“, v jejichž čele stojí vedoucí jednotky.

### Předsedové statutárních orgánů
Předsedové představenstva:
- František Polák od 11. července 1991 do 1. dubna 1993
- Jaromír Císař od 1. dubna 1993 do 30. června 1993
- Martin Hejl od 30. června 1993 do 17. srpna 1999
- Milan Houfek od 17. srpna 1999 do 23. února 2005 (generální ředitel)
- Radovan Šteiner od 14. července 2005 (člen rady města)
- David Vodrážka od 29. března 2010[30] (místopředsedové představenstva: Rudolf Blažek (radní), Antonín Weinert, členové představenstva: Petr Hána, Martin Dvořák (generální ředitel DPP), Pavel Bém (dosavadní primátor), Jiří Janeček (generální ředitel ČT), Milan Richter (radní), Josef Nosek)[31]
- Magdalena Češková
- Vladimír Lich
- Milan Křístek do 26. září 2013
- Jaroslav Ďuriš od 27. září 2013
- Martin Gillar od června 2016
- Petr Witowski, od 20. prosince 2018[27] do 21. října 2024
- Ladislav Urbánek, od 22. října 2024

Předseda dozorčí rady:
- Martin Hejl od 10. února 1999 do 11. března 2003 (resp. do 13. března 2007, kdy byla zvolena nová dozorčí rada)
- Karel Březina od 7. dubna 2010
- Miloslav Ludvík
- Zdena Javornická
- Jiří Nouza
- Jiří Pařízek
- Adam Scheinherr (Praha Sobě) od prosince 2018
- Zdeněk Hřib (Piráti) od 22. března 2023[32]

## Ekonomika společnosti
Většinu činnosti tvoří závazek veřejné služby na linkách Pražské integrované dopravy, kterou město Praha a některé další obce u dopravce objednávají prostřednictvím organizace ROPID (Regionální organizátor pražské integrované dopravy). Občas DP provozuje také linky financované soukromoprávními subjekty (například do konce ledna 2007 provozoval 6 autobusových linek pro bezplatnou dopravu k obchodnímu komplexu Tesco v Letňanech). Příležitostně provozuje i například náhradní autobusovou dopravu pro České dráhy a. s., dopravní obsluhu hromadných kulturních, sportovních a podobných akcí na objednávku jejich pořadatelů, zájezdy atd. Veřejně nabízí také některé činnosti související se servisem vozidel, výuku v autoškole atd.
- Počet zaměstnanců – 12 956 (z toho 10 714 mužů), plánuje se další snižování
- Tržby z jízdného (v rámci celé PID) – 3 340 760 000 Kč ročně
- Účelové investiční dotace z rozpočtu hl. m. Prahy – 4 636 641 000 Kč; celkové roční dotace překračují 12 mld Kč
- Účelové investiční dotace ze státního rozpočtu – 420 miliónů Kč

(Data z konce r. 2006)

## Logo

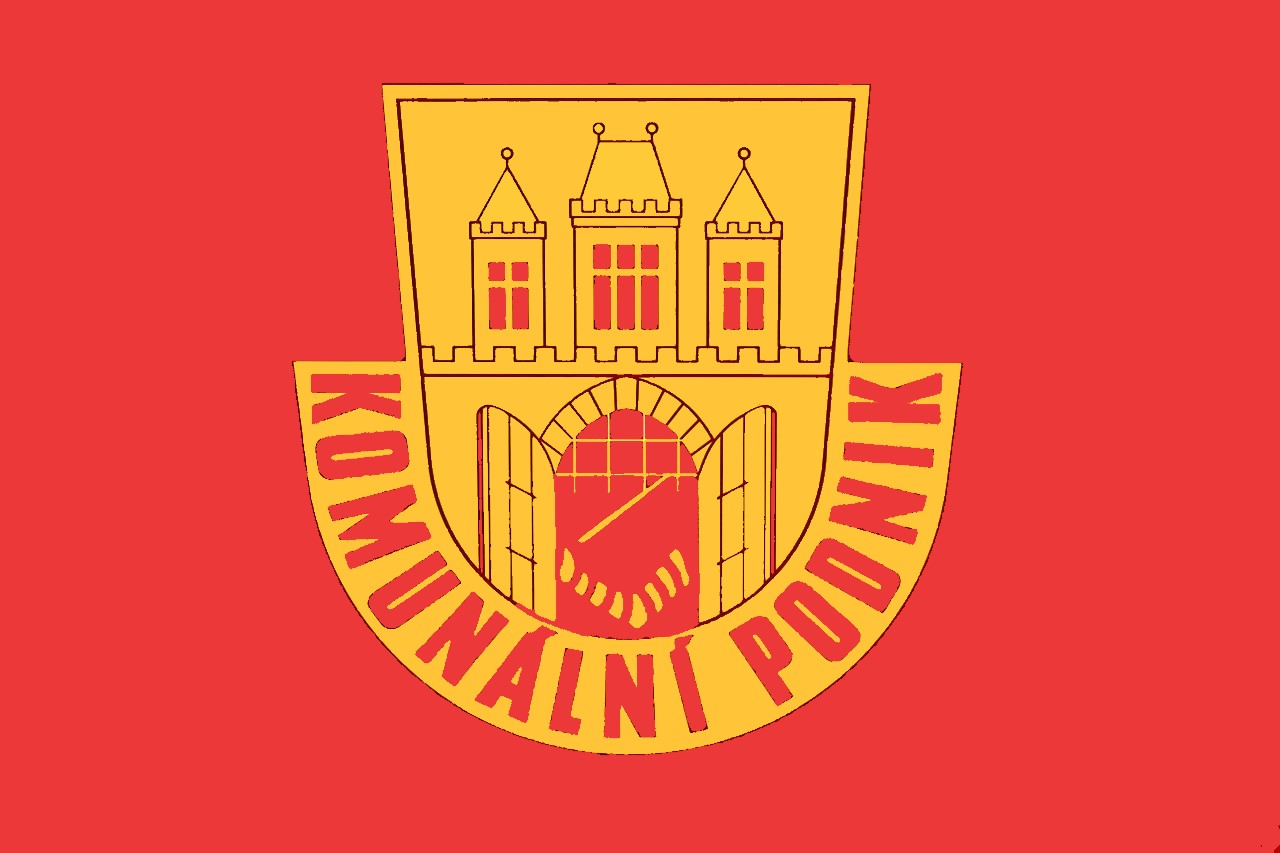
Staré logo Komunálního podniku v Praze

V devadesátých letech každý odštěpný závod používal své vlastní logo; metro trojúhelník s písmenem M, tramvaje stylizovanou Prašnou bránu (podobné logo bylo do 80. let užíváno pro celý DP) a autobusy stylizované písmeno A. Od roku 1999 DPP používá jednotné logo, kterým je červený kruh (symbolizuje autobusy) s dvěma přes něj probíhajícími zakřivenými liniemi (tramvaje) a se svislou linií (metro).

## Sídlo a další objekty

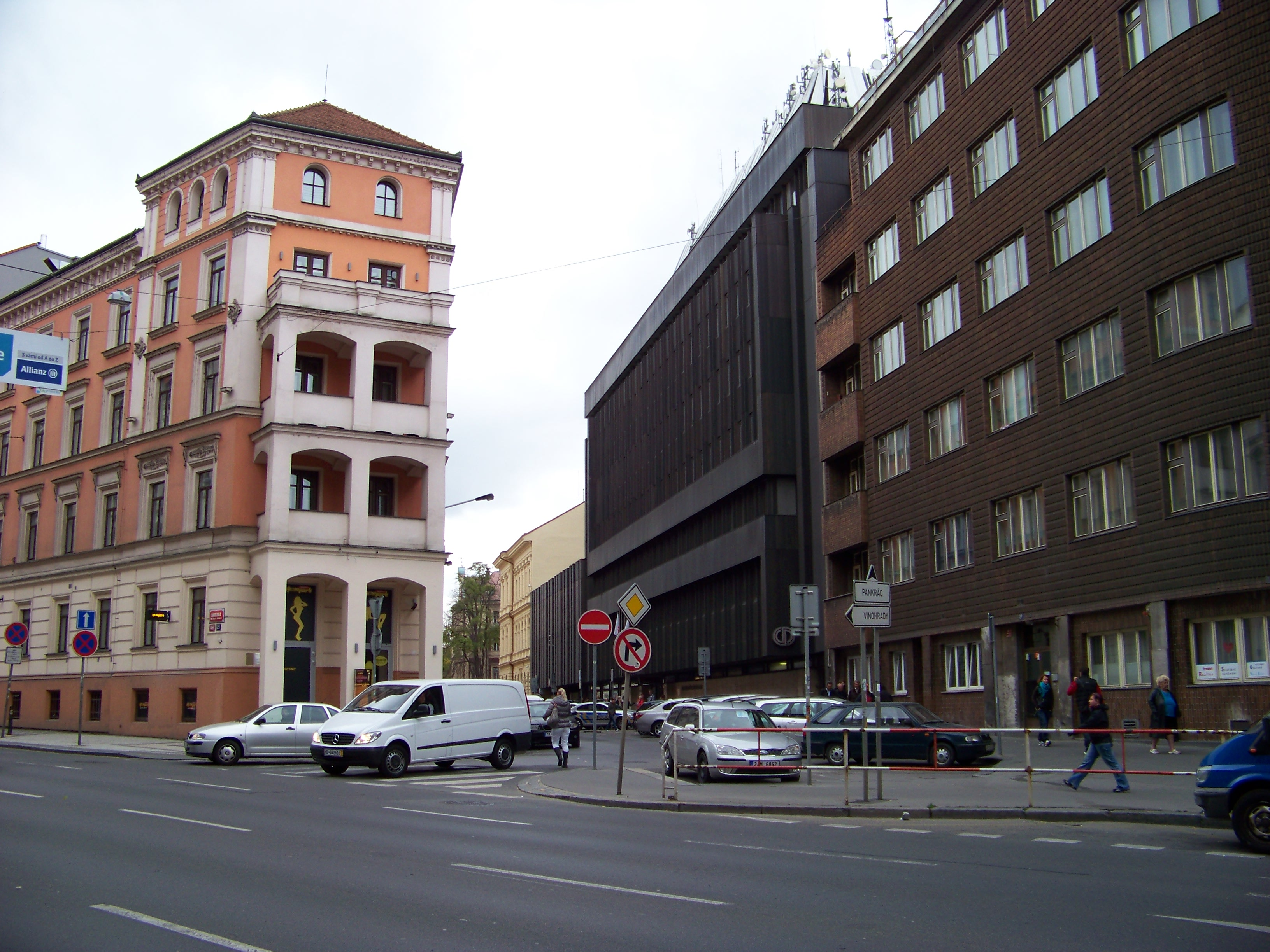
Centrální dispečink DPP v ulici Na bojišti na Praze 2

Společnost má oficiální sídlo v moderní budově v Sokolovské ulici ve Vysočanech, u stanice metra Vysočanská. Známější je dřívější budova Elektrických podniků v Bubnech, kterou vlastnil jiný následník Elektrických podniků a Dopravní podnik ji z ekonomických důvodů po mnoha desetiletích opustil.
Další významná pracoviště, mimo areálů dopravních provozoven:
- Centrální dispečink DPP, v ulici Na Bojišti nedaleko stanice metra I. P. Pavlova. Kromě dopravních, technických a energetických dispečinků MHD jsou zde umístěny i kanceláře, centrální předprodej jízdenek a vyřizování pokut, ale také dispečinky dopravní policie a správy komunikací.
- Ústřední dílny DP, rozsáhlý areál na pomezí Hostivaře, Strašnic, Malešic a Štěrbohol. Zahrnuje kromě administrativních budov rozsáhlé opravny tramvají, autobusů i metra, depo metra, hasičskou základnu metra a garáže autobusů. V minulosti se uvažovalo i o vybudování vozovny tramvají v hostivařské části areálu náhradou za strašnickou vozovnu.
- Střední průmyslová škola dopravní v Motole je umístěna v objektu motolské tramvajové vozovny a užívá také objekt bývalé trolejbusové vozovny v Košířích nedaleko zastávky Klamovka.
- Autoškoly: výuka a školení řidičů autobusů probíhá v nové budově v Malešicích nedaleko vrátnice hostivařských ústředních dílen, tramvajácká škola sídlí ve vozovně Pankrác.
- Bývalá vozovna na Vinohradech u bývalé Orionky je sídlem údržby trakčního vedení pro tramvaje.
- Areál Rustonka v Libni (u stanice metra Invalidovna) byl do roku 2007 především sídlem firmy Pražská strojírna a. s., která je dceřinou společností Dopravního podniku a jejíž činností je zejména výroba kolejových konstrukcí. Dříve součástí areálu byly i autobusové garáže (zrušeny začátkem 90. let), autoškola DP (zrušena po vyplavení povodní v srpnu 2002), v budově podél Sokolovské ulice sídlil v 80. a 90. letech odbor metodiky a kontroly přepravy (revizoři) atd. Po přestěhování Pražské strojírny do nově zakoupeného areálu ve Vinoři (2007) byl areál bývalé Rustonky opuštěn a všechny objekty, až na zbytky kotelny zbourány. Na místě bývalého areálu je dnes komunikace spojující ulice Sokolovská a Rohanské nábřeží (ulice je pojmenována „U Rustonky“), zbytek plochy je prázdný, bez využití. V sousedství, v ulici Švábky se nachází areál bývalé vozovny Křižíkovy tramvaje, který je zatím ještě DPP využíván.

## Dopravní provozovny

### Autobusové garáže
Číslo vozovny bývá uvedeno po straně čela vozidla.
- 1 – Garáže Dejvice (v roce 2004 zrušené)
- 2 – Garáže Klíčov (v provozu od roku 1973)
- 3 – Garáže Libeň (začátkem 90. let zrušené)
- 4 – Garáže Vršovice  (v provozu od roku 1955)
- 5 – Garáže Kačerov (v provozu od roku 1966)
- 6 – Garáže Pankrác (zrušené v 80. letech)
- 6 – Garáže Hostivař (v provozu od roku 1994)
- 7 – Garáže Řepy (v provozu od roku 1982)

### Trolejbusové vozovny
Číslo vozovny bývá uvedeno po straně čela vozidla.
- 2 – Garáže Klíčov (v provozu od roku 2017)
- 7 –  Garáže Řepy (v provozu od roku 2024)

### Tramvajové vozovny
Číslo vypravující vozovny je první číslicí trojciferného pořadového čísla, umisťovaného na boku čelního skla vozidla.
- 1 – Vozovna Hloubětín (v provozu od roku 1951)
- 2 – Vozovna Kobylisy (v provozu od roku 1930)
- 3 – Vozovna Motol (v provozu od roku 1937)
- 4 – Vozovna Pankrác (v provozu od roku 1929)
- 5 – Vozovna Strašnice (v provozu od roku 1908)
- 6 – Vozovna Střešovice (nyní slouží jako Muzeum pražské MHD a vypravuje historickou linku č. 41 a dvě pořadí nostalgické linky č. 23)
- 7 – Vozovna Vokovice (v provozu od roku 1939)
- 8 – Vozovna Žižkov (v provozu od roku 1912)

### Depa metra
- Depo Kačerov (na hranici Michle a Záběhlic)
- Depo Hostivař (ve Strašnicích)
- Depo Zličín (na hranici Zličína a Třebonic)
- Depo Písnice (v plánu, plánované zprovoznění v roce 2027, na hranici Písnice a Kunratic)

## Prodej jízdenek

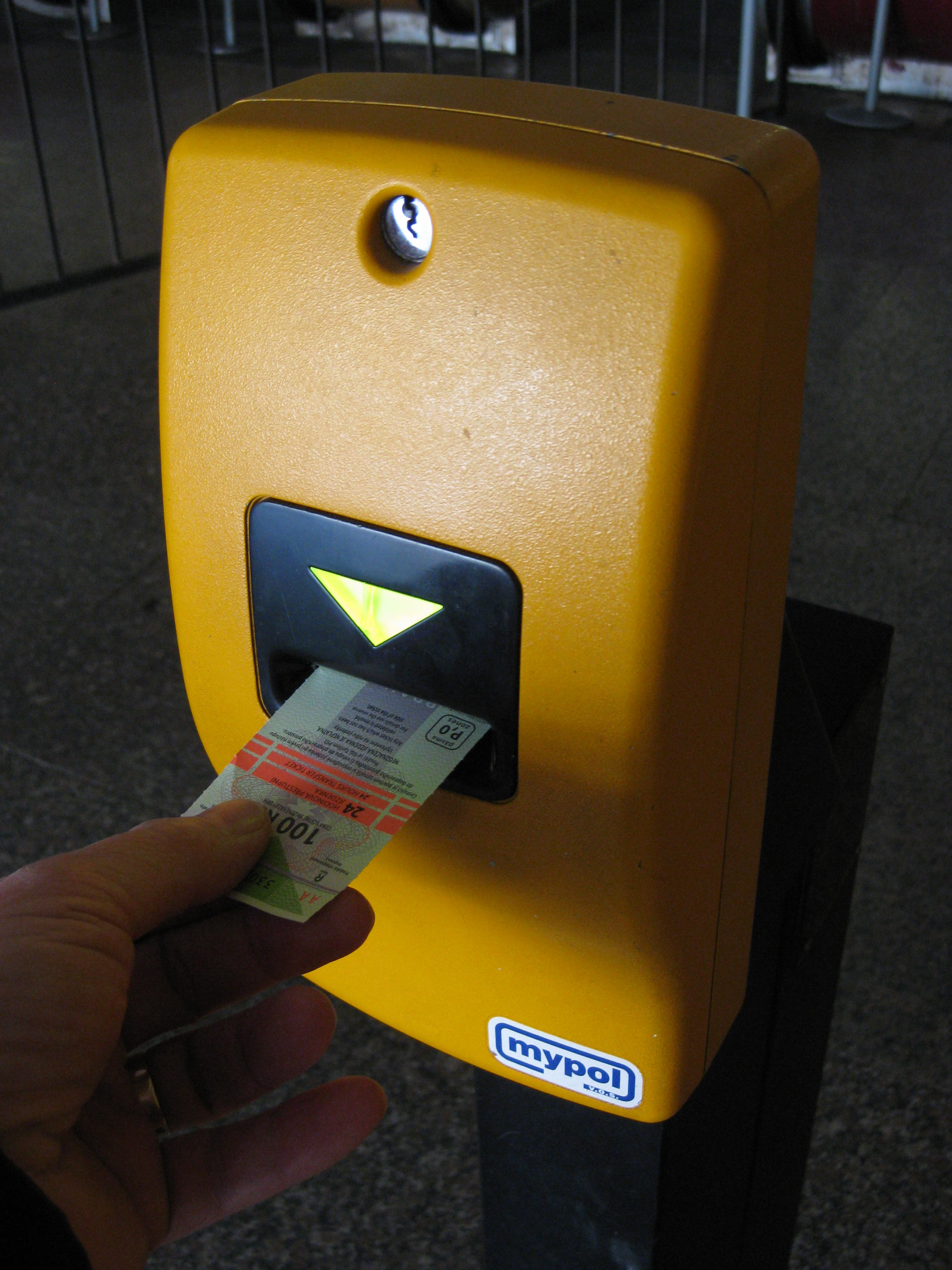
Označovač jízdenek v Praze

Předprodej téměř celého sortimentu jízdenek zajišťuje podnik v síti předprodejních okének, která jsou především v mnoha stanicích metra. Od 90. let provoz této předprodejní sítě smluvně provozovala firma Petr Šoch. Poté, co jí v roce 2007 Dopravní podnik vypověděl smlouvu, dostala tuto agendu počátkem listopadu 2007 bez výběrového řízení, původně na tři měsíce, personální agentura VD Work Agency, čímž byla dozorčí rada DP překvapena. Ještě krátce předtím údajně ředitel Martin Dvořák tvrdil, že firma Šoch bude prodej zajišťovat do té doby, než bude řádně vybrána nová firma. Od 1. března 2008 zajišťuje prodej firma Cross Point.
Ohledně zajištění prodeje firmou Cross Point byla, současně s údajně předraženými jízdenkami od Neograph, podána v roce 2017 obžaloba. V květnu 2019 Městský soud v Praze nepravomocně zprostil všech 17 obžalovaných viny. Dne 30. června 2020 Vrchní soud v Praze pravomocně potvrdil část rozsudku Městského soudu v části týkající se Cross Point a dodávek SMS jízdenek (zde soud uvedl "Služba je v podstatě úspěšná") 
Jízdenky s kratší dobou platnosti (označovací) podnik prodává také prostřednictvím sítě vlastních prodejních automatů. Je jediným z dopravců v PID, který provozuje prodejní automaty jízdenek PID.
Jízdenky Dopravní podnik distribuuje též prostřednictvím smluvních prodejců, zejména provozovatelů novinových stánků a podobně. Vzhledem k málo výhodným podmínkám, zejména nízkému rabatu však na rozdíl od 80. let dnes již není samozřejmou součástí sortimentu trafik a prodejny, které jízdenky vedou, již nejsou označeny jednotným výrazným označením. Vybrané druhy jízdenek začal DP distribuovat i ve svých informačních střediscích a prostřednictvím pošt.
Dne 1. května 2000 byl zaveden doplňkový prodej základního druhu jízdenek za zvýšenou cenu u řidičů městských autobusových linek. Dne 22. listopadu 2007 byla zavedena SMS jízdenka. Dne 29. září 2008 byl spuštěn internetový obchod. Přes internet je tak možné si koupit papírové kupony nebo kupony pro kartu Lítačka. V tramvajích se jízdní doklady prodávají od roku 2019.

## Kauzy

### Předražené jízdenky a kauza Neograph (2007)
Aby společnost Neograph, a.s. získala zakázku na dodání jízdenek DPP, zavázala se podle dokumentů zveřejněných Nadačním fondem proti korupci platit 17 haléřů z každé jízdenky zprostředkovateli Cokeville Assets Inc. z Britských Panenských ostrovů. Ivo Rittig však podal vůči fondu žalobu na ochranu osobnosti a požaduje stažení dokumentů. Při soudním jednání vyšlo najevo, že Nadační fond proti korupci platil klíčového svědka žaloby Kubisku, který byl opakovaně soudem označen za nevěrohodného. Kubiska navíc s daty, které odcizil v advokátní kanceláři AK Šachta manipuloval. Za nevěrohodného byl soudem označen i druhý klíčový svědek žalobce, Vladimír Sitta ml., který rovněž od Nadačního fondu proti korupci obdržel finanční plnění - za odvahu při boji s korupcí.
V roce 2013 policie v této kauze obvinila 5 lidí, včetně bývalého generálního ředitele dopravního podniku Martina Dvořáka. Dne 13. února 2014 byl při policejní razii zadržen a obviněn Rittig, podle státní zástupkyně by mělo jít o trestný čin legalizace výnosů z trestné činnosti související s pražským dopravním podnikem. Spolu s ním policie obvinila právníka MSB Legal Davida Michala, jednatele tiskárny Neograph Jana Janků a Rittigova obchodního partnera Petera Kmetě.
Policie v únoru 2017 navrhla podání obžaloby na 18 obviněných, včetně lobbisty Ivo Rittiga.
V říjnu 2018 začal u Městského soudu v Praze soud se 17 obžalovanými. 
Dne 17. května 2019 Městský soud v Praze rozhodl o zproštění obžaloby u všech obžalovaných, státní zástupce Borgula se na místě odvolal. Dne 30. června 2020 Vrchní soud v Praze částečně zrušil osvobozující rozsudek v části, která se týká smlouvy s papírnou Neograph. Dne 27. listopadu 2020 Městský soud v Praze provedl důkazy požadované Vrchním soudem v Praze a opětovně rozhodl o zproštění obžaloby.
Dne 1. září 2021 Vrchní soud v Praze pravomocně rozhodl o zproštění viny u všech obžalovaných. Ve zdůvodnění tohoto rozhodnutí předseda senátu Vrchního soudu Vlasák uvedl: „Chápu, že sdělovací prostředky může iritovat skutečnost, že 17 haléřů z jedné jízdenky odjíždělo někam do Karibiku. Ovšem nebylo to na úkor dopravního podniku, ale na úkor zisku společnosti Neograph, která se dost značné části zisku vzdala ve prospěch zprostředkovatele, který jí dohodil velice lukrativní, prestižní obchod,“ sdělil novinářům předseda soudního senátu Luboš Vlasák. A připomněl, že reference za zakázky v dopravním podniku Neographu otevřela dveře na mezinárodní trh. Vlasák připomněl, že za vedením společnosti přišli dva detektivové ÚOOZ (jeden z nich býval také shodou okolností příslušníkem StB) s tím, že dříve používané jízdenky jsou cílem padělatelů. „Dopravnímu podniku hrozila velká škoda, pokud by na to nereagoval. Naopak se projevili v tomto směru jako řádní hospodáři,“ připomněl Vlasák krok vedení firmy, v důsledku vedoucí k objednávce nových jízdních dokladů.“

### Odměny pro odstupující management (2012)
Od prosince 2011 do února 2012 si 7 topmanažerů rozdělilo vysoké odměny. Drtivou většinu odměn podepisoval Jaroslav Stůj, který po odchodu ředitele Martina Dvořáka provizorně na dva měsíce převzal jeho funkci. Sám si přidělil odměnu ve výši 2,6 milionu korun. Odměny jednotlivých manažerů:
- Ivo Štika, ekonomický ředitel – 2 844 000 Kč
- Jaroslav Stůj, zastupující generální ředitel – 2 592 000 Kč
- Miroslava Jírovcová, správa majetku – 832 000 Kč
- Radek Zamrazil, technický ředitel – 738 000 Kč
- Daniela Pětníková, ředitelka sekretariátu – 727 000 Kč
- Lucie Šindelářová, personální ředitelka – 450 000 Kč
- Ilona Vysoudilová, tisková mluvčí – 416 000 Kč

### Smlouvy pro externí právníky (2007–2010)
V srpnu 2012 Dopravní podnik v čele s tehdejším ředitelem Vladimírem Lichem podal trestní oznámení na Radovana Šteinera a na dva právníky advokátní kanceláře Šachta & Partners Davida Michala a Karolínu Babákovou. Lich byl den poté na návrh politiků z dozorčí rady DPP odvolán a o další den později byl přestal být i generálním ředitelem. Podle Davida Ondračky z české pobočky Transparency International, která se podílela na právní analýze nevýhodných smluv, se tito lidé podíleli na zakázkách tunelujících jeho hospodaření dopravního podniku. V kancelářích dopravního podniku následně policisté hledali dokumenty související s nevýhodnými smlouvami. Za služby advokátní kanceláře v letech 2007 až 2010 inkasovala od dopravního podniku asi 160 milionů korun. Podle Vladimíra Liche „právní služby nebyly nikdy součástí žádné veřejné zakázky, limit na ni přitom je objem plnění deset milionů korun ročně. To znamená, že veškeré právní služby byly poskytovány dopravnímu podniku v rozporu se zákonem“.

### Zakázky pro firmu Brema
V září 2013 upozornil pořad Reportéři ČT na skutečnost, že firma Brema dodávající elektronická zařízení do metra posílá milionové provize na Panenské ostrovy společnosti Mavex, která je majetkově propojená s firmou patřící manželce Jiřího Tomana, bývalého šéfa investic pražského magistrátu.

### Data o aktuální poloze spojů
22. dubna 2009 ROPID spustil veřejný zkušební provoz webové informační služby systému MPV (Monitorování polohy vozidel), zatím zahrnující asi 250 vozidel 4 dopravců (ČSAD Polkost, Martin Uher, Spojbus a Veolia Transport Praha). Systém byl vyvíjen od roku 2004, do konce roku 2009 měl podle tehdejší představy ROPIDu zahrnout všechny dopravce. Dopravní podnik hl. m. Prahy se však ani během následujících 10 let do systému nezapojil, na rozdíl od všech ostatních dopravců PID.
Pořad Reportéři ČT v roce 2014 přišel s tím, že když se DPP v roce 2004 rozhodl pořídit nový software pro řízení autobusové a tramvajové dopravy v Praze, povolal své vlastní odborníky, aby radili soukromé firmě Xanthus, jak program vytvořit. Zaměstnanci DPP poskytovali interní informace DPP společnosti Aremic, přičemž uzavírali s firmou Aremic smlouvu na vedlejší pracovní poměr s platem 5 000 Kč měsíčně. Vedlejší pracovní poměr u soukromé firmy prý zaměstnancům DPP zajišťoval Jaroslav Stůj, který prý měl blízko k řediteli Aremicu a později se stal generálním ředitelem Dopravního podniku hl. m. Prahy. Majitel společnosti Aremic Michal Čimera ji ještě roku 2004 prodal za 37 milionů korun firmě Xanthus, a ta roku 2005 systém spustila. Dopravní podnik potom této soukromé společnosti za pořízení a provozování tohoto systému platil velké peníze. Dodavatel byl vybrán na základě jednacího řízení bez uveřejnění. V roce 2012 interní audit DPP upozornil na problematičnost této smlouvy a DPP se začal snažit vyjednávat lepší podmínky. V červnu 2014 udělil Úřad pro ochranu hospodářské soutěže Dopravnímu podniku pokutu 0,6 milionu Kč za to, že zakázku přidělil bez výběrového řízení, aniž by prokázal, že by službu nemohla poskytnout jiná firma. DPP se proti pokutě odvolal a zároveň se snažil vyjednat odkoupení systému od firmy Xanthus.
23. září 2015 datový novinář Českého rozhlasu Jan Cibulka požádal podle zákona o svobodném přístupu k informacím o poskytnutí vzdáleného přístupu k datasetu jízdních řádů ve formátu GTFS na adrese ftp.dpp.cz, který se v čase mění (aktualizuje), a vzdáleného přístupu k aktuálním strojově čitelným informacím o poloze tramvají (systém DORIS) a autobusů (systém AUDIS), a to včetně dokumentace (metadat) těchto datových rozhraní. 2. prosince 2015 DPP informaci v bodě b (informace o poloze vozidel) poskytnout odmítl, přičemž v odůvodnění mimo jiné uvedl: „Online přenos a případné zveřejnění pohybu všech dopravních prostředků DPP na celém území hl. m. Prahy již vzhledem k bezpečnostní situaci v Evropě (teroristické útoky v Paříži), představuje vysoké bezpečnostní riziko.“ 14. ledna 2016 představenstvo DPP zamítlo odvolání žadatele a potvrdilo původní rozhodnutí. Jan Cibulka, zastoupený advokátem JUDr. Tomášem Hlaváčkem, proti zamítavému rozhodnutí podal 14. ledna 2016 žalobu a Městský soud v Praze rozsudkem z 5. ledna 2018 žalobě vyhověl, obě odmítavá rozhodnutí DPP zrušil a žalovanému nařídil, aby žalobci poskytl vzdálený přístup k aktuálním strojově čitelným informacím o poloze tramvají (systém DORIS) a autobusů (systém AUDIS), a to včetně dokumentace (metadat) těchto datových rozhraní, a to ve lhůtě tří měsíců od právní moci rozsudku. U soudu DPP proti zveřejnění argumentoval tím, že nutnost upravit dispečerské programy by pro něj „představovalo nadměrnou zátěž v hodnotě několika milionů korun“. Tříměsíční lhůtu pro splnění soud stanovil právě s ohledem na nutnost doprogramovat do IT systémů nové funkce, přičemž náklady na případné úpravy ponese dopravní podnik. Dopravní podnik hl. m. Prahy proti rozsudku podal kasační stížnost a v ní též požádal o odkladný účinek. Nejvyšší správní soud 22. února 2018 kasační stížnosti přiznal odkladný účinek. DPP v kasační stížnosti mimo jiné uváděl, že „výkon nebo jiné právní následky soudního rozhodnutí by pro něj znamenaly nepoměrně větší újmu, než jaká přiznáním odkladného účinku může vzniknout jiným osobám“, „městský soud určil stěžovateli lhůtu k poskytnutí informací bez podrobné znalosti fungování obou systémů“ a že „nejsou ani dány žádné skutečnosti, které by nasvědčovaly tomu, že by přiznání odkladného účinku kasační stížnosti bylo v rozporu s veřejným zájmem. Poskytnutí informací o poloze tramvají a autobusů není důležitým veřejným zájmem, neboť tyto žalobcem požadované informace jsou zjistitelné již dnes prostřednictvím mobilních aplikací třetích subjektů.“ Nejvyšší správní soud rozhodnutím z 11. dubna 2019 vyhověl kasační stížnosti, rozhodnutí městského soudu zrušil a případ vrátil k novému projednání. Podle Nejvyššího správního soudu se městský soud nevypořádal dostatečně s otázkou, zda publikování informací o poloze nepředstavuje pro dopravní podnik nepřiměřenou zátěž, a vyslovil pochybnost i o tom, zda dopravní podnik požadovanými údaji skutečně disponuje a zda se na ně vůbec stahuje zákon o svobodném přístupu k informacím. 4. prosince 2019 vydal Městský soud v Praze další rozsudek. V něm konstatoval, že důvody uváděné povinným subjektem se velmi podstatně změnily a proto v době vydání nového rozsudku není možné vymezit, jaké jsou skutečné důvody odepření informace. Soud tedy znovu zrušil rozhodnutí představenstva DPP a věc vrátil DPP k dalšímu řízení.
Náměstek pražské primátorky Petr Dolínek v lednu 2018 uvedl, že od DPP zveřejnění těchto dat dlouhodobě požadoval, ale prý tam jsou „problémy se smluvními vztahy s dodavateli některých služeb“. Organizace ROPID sice již několik let provozuje aplikaci s názvem PID info, ale aktuální data od největšího z dopravců PID se jí pro tento systém dosud nepodařilo získat, zatímco všichni ostatní dopravci je dodávají. Praha se tak v České republice stala jedním z posledních velkých měst, kde aktuální polohu a zpoždění spojů nelze zjistit. ROPID má kvůli nepřístupnosti těchto údajů ztíženou možnost informovat cestující o aktuálním stavu v provozu i operativní zajišťování přestupních vazeb a kontrolu výkonu tohoto dopravce.
Podle tvrzení náměstka Petra Dolínka z ledna 2018 pokud DPP v nejbližších měsících data nezpřístupní, hlavní město chce do konce roku 2018 bez ohledu na výsledek soudního sporu nainstalovat do jeho vozů krabičky s GPS, jejichž data by pak mohl využívat nejen ROPID, ale i veřejnost a soukromí tvůrci aplikací.
V roce 2012 si DPP nechal zpracovat interní audit, podle kterého se bez dodavatelské firmy neobejde a pokud by s ní rozvázal spolupráci, pražská hromadná doprava by zkolabovala. Když se jednalo o odkupu daných dopravních systémů, Xanthus požadoval 40 až 50 milionů korun, ale náměstek pro dopravu Petr Dolínek hodnotu zmíněných softwarů odhadoval řádově na miliony. Navrhoval systém obejít a údaje čerpat pomocí GPS zařízení umístěných na jednotlivých vozidlech.
Podle informace primátora Hřiba z dubna 2019 chce vedení hl. m. Prahy smlouvy s firmou Xanthus přesoutěžit a DPP aktuálně připravuje novou veřejnou zakázku na modernizaci řídicího systému povrchové dopravy, kterou by měl vypsat do konce června, zvlášť pro tramvaje a zvlášť pro autobusy. Mluvčí DPP potvrdila, že výběrové řízení bude vypsáno v druhém čtvrtletí roku 2019. K možnosti převzetí původních systémů od firmy Xanthus primátor Hřib uvedl, že podle právníků DPP má Xanthus obtíže prokázat, že je držitelem autorských práv k tomu softwaru jako takovému.
V červenci 2019 primátor Zdeněk Hřib k dlouhodobému problému s nepřístupnými daty o poloze vozidel Dopravního podniku uvedl, že se „snad podaří udělat přechodné řešení, které bude založeno na využití bezdrátové sítě Tetra“, a teprve v rámci chystané modernizace řídícího systému povrchové dopravy by se současná situace vyřešila skutečně systémově.
2. října 2019 DPP v poskytnuté informaci zmínil, že „od ledna by měla být možnost sledovat příjezd autobusových spojů do zastávek“ a „u tramvajových spojů bude možnost sledovat příjezdy do zastávek zprovozněna později“. Přitom vedoucí právního odboru tvrdí, že „povinný subjekt netají informace o pohybu tramvají a autobusů, ale v minulosti uzavřené smluvní vztahy toto neumožňují, když data o poloze nejsou majetkem povinného subjektu“. Následně v říjnu 2019 informaci o zveřejnění dat poloh autobusů od ledna potvrdil i mluvčí DPP, technické detaily však neprozradil. Tramvaje by se podle mluvčího ROPID měly řešit ideálně v příštím roce, ale termín ještě stanoven nebyl. DPP upřesnil, že budou dostupné pouze informace o odjezdech autobusů ze zastávek, nikoliv o poloze spojů.